# Doreen Denning
Doreen Denning, född von Baumgarten 5 december 1928 i London, död 7 april 2007 i Kungsängen, Stockholms län, var en svensk skådespelerska, dubbningsregissör och översättare. Gift år 1953 med IBM-medarbetaren Francis Maës (död 1998).

## Biografi
Doreen Denning föddes i Storbritannien men familjen flyttade tidigt till Sverige. Hennes svenske fader var lärare och tillhörde släkten von Baumgarten och hennes moder var brittisk. Denning intresserade sig för teater redan som femåring och kom in på Dramatens elevskola år 1948, där hon gick i samma klass som Max von Sydow, Margaretha Krook och Ingrid Thulin. Därefter arbetade hon på flera teatrar samt på film, däribland huvudrollen i Riksteaterns uppsättning av Patty med regi av Sven Lindberg. Av över 3000 ansökande skådespelare var hon en av tre skådespelare som fick göra provfilmning för huvudrollen i Otto Premingers Saint Joan i oktober 1957; de andra två var Kelli Blaine och Jean Seberg. Rollen gick dock till Seberg.
Hon genomgick TV-producentutbildning på Sveriges Radio år 1964 och arbetade från 1969 med inköp av utländska teaterproduktioner för TV. Hon kom därefter att arbeta med översättning och röstregi av svenskspråkiga versioner av tecknade filmer samt spelfilm avsedd för barn. Denning ansvarade för dubbningen av ett stort antal Disney-filmer under främst 1970- och 1980-talen.

## Filmografi

### Skådespelerska
- 1949 – Pippi Långstrump
- 1950 – Fästmö uthyres
- 1951 – Tull-Bom
- 1951 – Bärande hav
- 1954 – Gula divisionen
- 1956 – Egen ingång
- 1956 – Sjunde himlen
- 1959 – 13 Demon Street (TV-serie)
- 1959 – Rymdinvasion i Lappland
- 1960 – De sista stegen

### Dubbningsregissör
- 1969 – Nalle Puh och den stormiga dagen
- 1971 – Aristocats
- 1972 – Dumbo (omdubbning)
- 1972 – Snobben, kom hem!
- 1974 – Robin Hood
- 1978 – Peter och draken Elliott
- 1978 – Bernard och Bianca
- 1980 – Törnrosa (omdubbning)
- 1981 – Pelle Svanslös
- 1981 – Micke och Molle
- 1982 – Snövit och de sju dvärgarna (omdubbning)
- 1983 – Iors födelsedag
- 1985 – Pelle Svanslös i Amerikatt
- 1985 – Taran och den magiska kitteln
- 1986 – Bambi (omdubbning)
- 1986 – Resan till Amerika
- 1986 – Mästerdetektiven Basil Mus
- 1986 – Fantasia (omdubbning)
- 1988 – Landet för längesedan
- 1988 – Pippi Långstrump – starkast i världen
- 1989 – Lady och Lufsen (omdubbning)
- 1989 – Oliver och gänget
- 1990 – Den lilla sjöjungfrun
- 1991 – Bernard och Bianca i Australien
- 1991 – Resan Till Amerika – Fievel i Vilda Västern
- 1992 – Skönheten och odjuret
- 1993 – Ferngully – Den Sista Regnskogen
- 1994 – Tummelisa
- 2000 – Hjälp! Jag är en fisk

## Teater

### Roller (ej komplett)
| År   | Roll                     | Produktion                                               | Regi             | Teater      |
| ---- | ------------------------ | -------------------------------------------------------- | ---------------- | ----------- |
| 1949 | Fiken Blomster           | Sanningens pärla Zacharias Topelius                      | Keve Hjelm       | Dramaten    |
| 1949 | Gulnare, Solimans dotter | Aladdin Adam Oehlenschläger                              | Rudolf Wendbladh | Dramaten    |
| 1949 | Sommargäst               | Vrakgods                                                 |                  | Dramaten    |
| 1950 | Blomsterflickan          | Tokiga grevinnan Jean Giraudoux                          | Olof Molander    | Dramaten    |
| 1950 | Rosa Gonzales            | Jagande efter vind (Summer and Smoke) Tennessee Williams | Per-Axel Branner | Nya Teatern |
| 1950 | Yvette                   | Boboll (Bobosse) André Roussin                           | Per-Axel Branner | Nya Teatern |
| 1963 |                          | Strange Opportunity Hjalmar Bergman                      | Donald H. Molin  | Alléteatern |

## Översättningar
- Paul-Jacques Bonzon: Vi sex och grottmysteriet (Les six compagnons au gouffre Marzal) (Rabén och Sjögren, 1969)
- Bernard och Bianca (Bernard und Bianca die Mäusepolizei) (Hemmets journal, 1978)
- Bernard och Bianca (The rescuers) (Hemmets journal, 1978)
- Oliver & gänget (Oliver & company) (översatt tillsammans med Annette Voigt, Select/Hemmets journal, 1989)
- Landet för längesedan: musiksaga (The land before time) (Select/Hemmets journal, 1989)
- Bernard och Bianca i Australien (The rescuers down under) (Select/Hemmets journal, 1991)
- Skönheten och odjuret (Beauty and the beast) (Select/Hemmets journal, 1992)